# レナード・フェザー
レナード・フェザー（Leonard Feather、1914年9月13日 - 1994年9月22日）は、アメリカ合衆国で活躍したイギリス出身のジャズ・ピアニストで作曲家および音楽プロデューサー。しかし音楽ジャーナリストや音楽評論家としての文筆で最も名高い。作詞家・作曲家のロレイン・フェザーの父である。

## 略歴
ロンドンにおいて、厳格な国教会信者である上位中流階級のユダヤ人家庭に生まれる。正式な音楽教育は受けなかったが、ピアノやクラリネットを演奏するようになり、十代後半にはすでにジャズや映画についての文章を手懸けていた。21歳で初めて渡米し、イギリスやアメリカで音楽プロデューサーとして働いた後、1939年にニューヨークに定住する。1960年にロサンゼルスに移住して、没年まで「ロサンゼルス・タイムズ」紙の首席ジャズ評論家を務めた。80歳でカリフォルニア州のエンシノにて永眠。
ダイナ・ワシントンが歌った「イーヴル・ギャル・ブルース（Evil Gal Blues）」「ブロウトップ・ブルース（Blowtop Blues）」など、フェザーが作った楽曲は広く録音されているが、中でもおそらく最大のヒット曲は、ブルースのミュージシャンであるルイス・ジョーダンとB・B・キングによって発表された「ハウ・ブルー・キャン・ユー・ゲット（How Blue Can You Get?）」である。フェザーがバンドリーダーを務めたアルバムは、いくつか入手可能なものもある。エラ・フィッツジェラルドの持ち歌として名高い、ベニー・ゴルソンが作曲したジャズ・スタンダードの「ウィスパー・ノット（Whisper Not）」に作詞したとも伝えられる（ただし誤りとされている）。
しかしながらフェザーの最大の遺功は、ジャズを主題とする文筆家としてのものであった。音楽ジャーナリストやジャズ評論家、ジャズ史研究家、講師としての活躍は、「フェザーは長い間、最も親しまれたジャズ評論家であり、最もジャズに影響力のある作家だった」と評されている。

### 音源
- Evil Gal Blues - YouTube
- Dinah Washington New Blowtop Blues - YouTube
- BB King - How Blue Can You Get - YouTube
- Leonard Feather - Dan Burley piano Duo Suite in Four Comfortable Quarters 1945 - YouTube
- ESQUIRE BLUES by Leonard Feather's All Stars 1943 - YouTube